# Firuz Kazemzadeh
Firuz Kazemzadeh (ur. 27 października 1924 w Moskwie, zm. 17 maja 2017) – rosyjski i amerykański historyk, badacz dziejów Rosji, sowietolog.

## Życiorys
Jest pochodzenia irańsko-rosyjskiego. Urodził się w Moskwie w rodzinie urzędnika ambasady irańskiej. Absolwent Stanford University. Doktorat w 1950 na Harvard University (uczeń Michaela Karpovicha). Od 1956 do 1992 profesor Yale University. Zajmował się dziejami Kaukazu w XIX i XX wieku oraz rywalizacją rosyjsko-brytyjską o Persję.

## Wybrane publikacje
- The struggle for Russian Azerbaijan, 1918-1920, Stanford University 1947.
- The Origin and Early Development of the Persian Cossack Brigade, "American Slavic and East European Review" 15 (1956), nr 3, s. 351–363.
- Russia and Britain in Persia, 1864-1914: A Study in Imperialism, "Yale Russian and East European studies" 6 (1968).
- Russian penetration of the Caucasus [w:] Russian Imperialism from Ivan the Great to the revolution, ed. Taras Hunczak, Rutgers University Press. 1974, ISBN 978-0-8135-0737-8.
- The Baha'i Faith: A Summary Reprinted from the Encyclopedia Britannica, reprinted from the Encyclopedia Britannica 1977, ISBN 978-0-87743-121-3.
- Russian penetration of the Caucasus [w:] The Caucasus Region and Relations with the Central Government. Occasional papers Kennan Institute for Advanced Russian Studies 1979.
- The struggle for Transcaucasia, 1917-1921, Hyperion Press 1981, ISBN 978-0-8305-0076-5
- Iranian relations with Russia and the Soviet Union, to 1921 [w:] From Nadir Shah to the Islamic Republic. The Cambridge History of Iran, Cambridge University Press. 199, s. 314–349, ISBN 978-0-521-20095-0.